# (1194) Aletta
 Aletta és l'asteroide número 1194. Va ser descobert per l'astrònom Cyril V. Jackson des de l'observatori de Johannesburg (República Sudafricana), el 13 de maig de 1931. La seva designació provisional era 1931 JG.